# Russell (Argentina)
Russell es una localidad y distrito ubicado en el departamento Maipú de la provincia de Mendoza, Argentina. 
Se halla al sur de la ciudad de Maipú, en una zona semirrural compuesta por varios barrios dispersos con eje en las calles Ozamis y Espejo.
Actualmente ha sido elegido por su maravilloso entorno rural, su microclima y paisajes de viñedos y olivares como zona residencial, predominando gran cantidad de emprendimientos de barrios privados y country clubs, siendo una de las zonas del Gran Mendoza con mayor presencia de este tipo de residencias.
Es una zona de fincas, viñedos y bodegas. Es de importancia el turismo por las bodegas de vino.
El club San Lorenzo fue fundado en 1922, siendo muy recordado por destacadas actuaciones en el balonmano nacional.